# Ljachow-Inseln
Die Ljachow-Inseln (russisch Ляховские острова, jakutisch Ляхов арыылара) sind die südlichsten Inseln der Neusibirischen Inseln. Vom nordsibirischen Festland trennt sie die 60 km breite Laptew-Straße, von den weiter nördlich gelegenen Anjou-Inseln die Sannikowstraße.
Entdeckt wurden die Inseln 1710 vom Kosaken Jakow Permjakow, 1712 erkundete er sie gemeinsam mit Merkuri Wagin.
Dominiert wird die Inselgruppe von der Großen Ljachow-Insel (Большой Ляховский), welche ca. 4.600 km² groß ist und bis zu 270 m über das Meer ragt, sowie der Kleinen Ljachow-Insel (Малый Ляховский), die 1.325 km² groß ist. Eine weitere Insel ist Stolbowoi (Столбовой остров).
Die Semjonowski-Insel (Семёновский остров) ist um die 1950er Jahre im Meer verschwunden. Die Wassiljewski-Insel war schon 1936 nicht mehr auffindbar. 2013 wurde eine neu aufgetauchte Insel entdeckt und Jaja genannt.
Die Namensgebung der Insel geht auf Iwan Ljachow zurück, einen Händler, der die Inseln in der Hoffnung, Mammutknochen und Elfenbein zu finden, 1773 erkundete. Dieser behauptete danach, die Menge an Mammutknochen und -stoßzähnen sei so enorm, dass man denken könne, die Inseln bestehen daraus. Ein ähnliches Bild soll sich auf den anderen Inseln des Archipels gezeigt haben.
Am 29. Mai 2013 wurde der Fund eines sehr gut erhaltenen Mammut-Kadavers mit Muskelgewebe und flüssigem Blut bekannt gegeben. Die Überreste des Tieres befanden sich im Permafrostboden der Kleinen Ljachow-Insel.